# Penguin Random House Verlagsgruppe
Die Penguin Random House Verlagsgruppe (ehemals Verlagsgruppe Random House und Verlagsgruppe Bertelsmann) ist ein deutsches Unternehmen mit Hauptsitz in Gütersloh. Die Zentrale befindet sich in München. Zur Verlagsgruppe gehören Buch- und Hörbuchverlage wie beispielsweise Goldmann, Heyne und der Penguin Verlag. Die Verlagsgruppe ist Teil von Penguin Random House, der weltweit größten Publikumsverlagsgruppe. Diese bildet einen Unternehmensbereich bei Bertelsmann.

## Geschichte
Die Geschichte des Unternehmens geht auf den 1835 gegründeten C. Bertelsmann Verlag zurück. Dieser veröffentlichte zunächst Schul- und Lehrbücher sowie Unterhaltungsliteratur und wurde im Zweiten Weltkrieg zum größten Buchlieferanten der Wehrmacht. 1947 erhielt das Unternehmen erneut eine Lizenz und startete 1950 den Buchclub Bertelsmann Lesering. Bertelsmann dehnte seine Aktivitäten schrittweise auf andere Geschäftsfelder aus und entwickelte sich so von einem Mittelständler zu einem Großunternehmen.
Um kaufmännische Aufgaben zu bündeln und die inhaltliche Selbstständigkeit der Buchverlage zu wahren, initiierte Rudolf Wendorff im Jahr 1968 schließlich die Gründung der Verlagsgruppe Bertelsmann. 1972 wurde die Zentrale des Unternehmens nach München verlegt, das Gütersloher Verlagshaus verblieb jedoch am Stammsitz von Bertelsmann in Gütersloh. Mit der Akquisition von Blanvalet (1974) und Goldmann (1977) baute die Verlagsgruppe ihre Position im hiesigen Markt weiter aus. In den 1980er Jahren konsolidierte das Unternehmen seine Geschäfte und fuhr beispielsweise die Produktion von Hardcover-Titeln zurück.
Die 1990er Jahre wurden zunächst von Gründungen wie dem Blessing Verlag und btb (1995/1996) bestimmt. 1998 stieg Bertelsmann mit der Akquisition von Random House zum größten Verlag im englischsprachigen Raum auf. Anschließend wurden auch die Aktivitäten im deutschsprachigen Raum neu strukturiert: Die Verlagsgruppe Bertelsmann änderte ihren Namen in Verlagsgruppe Random House. Mit der Gründung von Random House Audio (1999) begann der Aufbau einer Sparte für Hörbücher, die später durch den Erwerb des Hörverlags (2010) und des Audio Verlags (2018) ergänzt wurde.
Die geplante Übernahme der Verlagsgruppe Ullstein Heyne List im Jahr 2003 wurde von Wettbewerbern als „kulturpolitisches Desaster“ kritisiert. Das Bundeskartellamt stimmte dem Plan nicht zu, erlaubte aber im November 2003 den Erwerb des Heyne Verlags. Zwei Jahre später kaufte die Verlagsgruppe Random House die Buchverlage der Frankfurter Allgemeinen Zeitung einschließlich der Deutschen Verlags-Anstalt. Zudem kamen die Hugendubel-Verlage unter das Dach des Hauses. Neben dem akquisitorischen Wachstum setzte das Unternehmen in den 2000er- und 2010er-Jahren auch auf eigene Innovationen. Beispiele hierfür sind die Gründung des deutschen Penguin Verlags (2015) und von Wunderraum (2017).
2012 gaben Bertelsmann und Pearson bekannt, ihre Publikumsverlage zu fusionieren. Auf diesem Weg entstand unter dem Namen Penguin Random House der weltweit führende Publikumsverlag mit Sitz in New York City, an dem beide Mutterkonzerne jeweils 50 % besaßen. Die Verlagsgruppe Random House war zunächst von der Transaktion ausgenommen und blieb vollständig im Besitz von Bertelsmann. Ein entscheidender Grund hierfür war, dass der Anteil von Bertelsmann an Penguin Random House sonst zu groß gewesen wäre. Im Laufe der Jahre stockte Bertelsmann seinen Anteil an Penguin Random House immer weiter auf. Seit 2020 ist der Konzern alleiniger Eigentümer des Unternehmens. Infolgedessen wurde die deutsche Verlagsgruppe Random House umbenannt, um die gemeinsame Dachmarke stärker herauszustellen. Die Verlage der Penguin Random House Verlagsgruppe agieren weiterhin unabhängig.
Das Unternehmen ist Teil der Content Alliance von Bertelsmann, die seit 2019 eine stärkere Zusammenarbeit der deutschen Inhaltegeschäfte forciert. Die Verlagsgruppe will schrittweise nachhaltig produzieren. So werden seit 2022 die Klimawirkungen von mehr als 40 % der Titel durch Klimaschutzprojekte kompensiert.
Im Jahr 2023 erzielte Penguin Random House einen Umsatz von 4,5 Milliarden Euro, eine Steigerung von 7,3 Prozent zum Vorjahr. Zum Stichtag 31. Dezember 2023 beschäftigte Penguin Random House weltweit 12.835 Mitarbeiterinnen und Mitarbeiter.

## Unternehmensstruktur

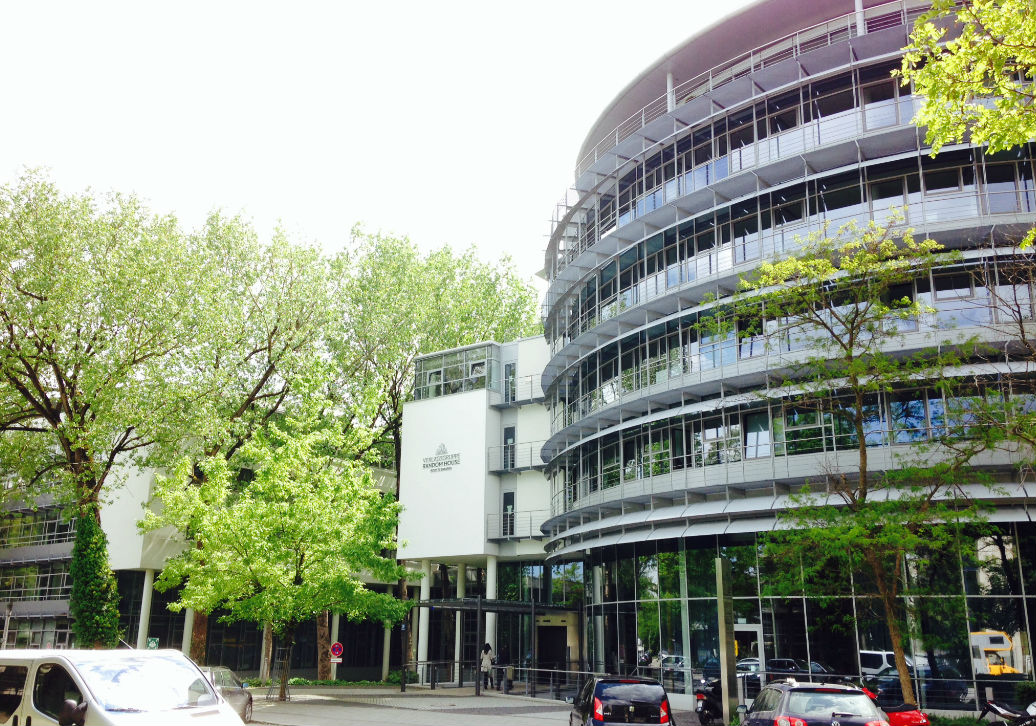
Zentrale in München (2014)

Das Unternehmen ist eine Gesellschaft mit beschränkter Haftung nach deutschem Recht. Ihre Firma lautet Penguin Random House Verlagsgruppe GmbH. Der Gegenstand des Unternehmens umfasst das „Betreiben von Verlagsgeschäften“ und die „Wahrnehmung von Koordinierungs- und Führungsaufgaben“ sowie die „Herstellung von Druck- und Phonoerzeugnissen“. Das Stammkapital der Penguin Random House Verlagsgruppe GmbH wurde von der Reinhard Mohn GmbH aufgebracht, einer hundertprozentigen Tochtergesellschaft der Bertelsmann SE & Co. KGaA. Die Verlagsgruppe zählt zum Konsolidierungskreis des Konzerns. Die Geschäftsführung der Verlagsgruppe haben Christian Jünger (Vorsitzender), Britta Egetemeier und Grusche Juncker übernommen. Auf globaler Ebene ist Nihar Malaviya für alle Publikumsverlage von Bertelsmann verantwortlich.

## Verlage
Zur Penguin Random House Verlagsgruppe gehören über 40 Einzelverlage und Verlagsmarken. Derzeit sind dies Anaconda, Ansata, Ariston, Arkana, Bassermann, Blanvalet, Blessing, Bloom, blush, btb, C. Bertelsmann, cbj, cbj audio, die Deutsche Verlags-Anstalt, Diana, frechverlag (seit 2021, mit den Imprints TOPP und BusseSeewald), Goldmann, das Gütersloher Verlagshaus, {heartlines}, Heyne, Heyne Hardcore, der Hörverlag, Integral, Irisiana, Kailash, Knaus, Kösel, Limes, Lotos, Luchterhand, Ludwig, Manesse, Mosaik, Pantheon, Penguin, Penguin Junior, Penhaligon, Prestel, Random House Audio, Siedler, Südwest, Tulipan, Wunderraum und Yuna. Die Einzelverlage und Verlagsmarken sind organisatorisch in drei verlegerischen Einheiten strukturiert, arbeiten aber jeweils weitgehend unabhängig.

## Autoren
Die Einzelverlage und Verlagsmarken des Unternehmens veröffentlichen jedes Jahr rund 2.000 Neuerscheinungen in verschiedensten Formaten, also beispielsweise Taschenbücher, Hardcover, Paperbacks, aber auch Hörbücher. International erfolgreiche Autoren sind beispielsweise António Lobo Antunes, Michael Crichton, Thea Dorn, Louise Glück, John Grisham, Dörte Hansen, Stefan Heym, Kazuo Ishiguro, E. L. James, Ernst Jandl, Jonas Jonasson, Wladimir Kaminer, Walter Kempowski, Stephen King, Ute Krause, Charlotte Link, Maja Lunde, George R. R. Martin, Terézia Mora, Michelle und Barack Obama, Christopher Paolini, Lucinda Riley, Salman Rushdie, Frank Schirrmacher, Helmut Schmidt, Ingo Siegner, Stefanie Stahl, Saša Stanišic, Peter Wohlleben oder Juli Zeh. Die Penguin Random House Verlagsgruppe hat immer wieder Werke kontroverser Autoren publiziert, sich aber klar gegen extremistische Publikationen positioniert.

## Kritik
2013 forderten der Verband deutschsprachiger Übersetzer literarischer und wissenschaftlicher Werke (VdÜ) und die österreichische Interessengemeinschaft von Übersetzerinnen und Übersetzern literarischer und wissenschaftlicher Werke (ÜG) eine angemessene Vergütung für die Arbeit mit Kinder- und Jugendliteratur. Die Verlagsgruppe wies die Kritik zurück. Man habe „keinen Grund zur Annahme, dass sich die bei uns geübten Standards von denen anderer Häuser signifikant unterscheiden.“